# Équipe de Croatie de football au Championnat d'Europe 2008
Cet article relate le parcours de l'équipe de Croatie de football lors du championnat d'Europe de football 2008 qui a eu lieu du 7 au 29 juin 2008 en Autriche et en Suisse.

## Préparation
- Croatie- Moldavie : 1-0
- Croatie- Hongrie : 1-1

## Maillot
Pour le Championnat d'Europe de football 2008, c'est Nike qui fut choisi pour confectionner le maillot de cette équipe.
| Couleurs | bleu et rouge à damier |
| Marque   | Nike                   |
| Domicile | Extérieur              |

## Effectif
Les 23 croates sélectionnés pour participer à l'Euro 2008.  
| N° | Pos | Nom              | Date de naissance          | J. | Buts |   |   |   | Club               |
| -- | --- | ---------------- | -------------------------- | -- | ---- | - | - | - | ------------------ |
| 1  | GB  | Stipe Pletikosa  | 8 janvier 1979 (29 ans)    | 3  | 0    | 0 | 0 | 0 | Spartak Moscou     |
| 12 | GB  | Mario Galinović  | 15 novembre 1976 (31 ans)  | 0  | 0    | 0 | 0 | 0 | Panathinaïkos      |
| 23 | GB  | Vedran Runje     | 10 février 1976 (32 ans)   | 1  | 0    | 0 | 0 | 0 | Lens               |
|    |     |                  |                            |    |      |   |   |   |                    |
| 2  | DF  | Dario Šimić      | 12 novembre 1975 (32 ans)  | 1  | 0    | 0 | 0 | 0 | AC Milan           |
| 3  | DF  | Josip Šimunić    | 18 février 1978 (30 ans)   | 3  | 0    | 1 | 0 | 0 | Hertha Berlin      |
| 4  | DF  | Robert Kovač     | 6 avril 1974 (34 ans)      | 3  | 0    | 1 | 0 | 0 | Borussia Dortmund  |
| 5  | DF  | Vedran Ćorluka   | 5 février 1986 (22 ans)    | 4  | 0    | 0 | 0 | 0 | Manchester City    |
| 6  | DF  | Hrvoje Vejić     | 8 juin 1977 (30 ans)       | 1  | 0    | 1 | 0 | 0 | Tom Tomsk          |
| 15 | DF  | Dario Knežević   | 20 avril 1982 (26 ans)     | 3  | 0    | 0 | 0 | 0 | Livourne           |
|    |     |                  |                            |    |      |   |   |   |                    |
| 7  | ML  | Ivan Rakitić     | 10 mars 1988 (20 ans)      | 3  | 0    | 0 | 0 | 0 | Schalke 04         |
| 8  | ML  | Ognjen Vukojević | 20 décembre 1983 (24 ans)  | 2  | 0    | 1 | 0 | 0 | Dinamo Zagreb      |
| 10 | ML  | Niko Kovač       | 15 octobre 1971 (36 ans)   | 3  | 0    | 0 | 0 | 0 | Red Bull Salzbourg |
| 11 | ML  | Darijo Srna      | 1er mai 1982 (26 ans)      | 3  | 1    | 1 | 0 | 0 | Chakhtar Donetsk   |
| 13 | ML  | Nikola Pokrivač  | 26 novembre 1985 (22 ans)  | 1  | 0    | 0 | 0 | 0 | Monaco             |
| 14 | ML  | Luka Modrić      | 9 septembre 1985 (22 ans)  | 3  | 1    | 1 | 0 | 0 | Dinamo Zagreb      |
| 16 | ML  | Jerko Leko       | 9 avril 1980 (28 ans)      | 2  | 0    | 1 | 0 | 0 | Monaco             |
| 19 | ML  | Niko Kranjčar    | 13 août 1984 (23 ans)      | 4  | 0    | 0 | 0 | 0 | Portsmouth         |
| 22 | ML  | Danijel Pranjić  | 2 décembre 1981 (26 ans)   | 4  | 0    | 0 | 0 | 0 | Heerenveen         |
|    |     |                  |                            |    |      |   |   |   |                    |
| 9  | AT  | Nikola Kalinić   | 5 janvier 1988 (20 ans)    | 1  | 0    | 0 | 0 | 0 | Hajduk Split       |
| 17 | AT  | Ivan Klasnić     | 29 janvier 1980 (28 ans)   | 2  | 2    | 0 | 0 | 0 | Werder Brême       |
| 18 | AT  | Ivica Olić       | 14 septembre 1979 (28 ans) | 3  | 1    | 0 | 0 | 0 | Hambourg           |
| 20 | AT  | Igor Budan       | 22 avril 1980 (28 ans)     | 1  | 0    | 0 | 0 | 0 | Parme              |
| 21 | AT  | Mladen Petric    | 1er janvier 1981 (27 ans)  | 4  | 0    | 0 | 0 | 0 | Borussia Dortmund  |

## Résultats

### Premier tour: groupe B
| Date         | Équipe 1 | Équipe 2  | Résultat | Buteurs                                  |
| 8 juin 2008  | Autriche | Croatie   | 0 - 1    | Modrić (4e)                              |
| 12 juin 2008 | Croatie  | Allemagne | 2 - 1    | Srna (23e), Olić (62e) \| Podolski (79e) |
| 16 juin 2008 | Croatie  | Pologne   | 1 - 0    | Klasnić (53e)                            |

L'équipe croate est assurée de terminer première de son groupe après avoir gagné ses deux premiers matchs. Ainsi, pour la dernière rencontre où elle affronte la Pologne, le sélectionneur Slaven Bilić se permet d'aligner une équipe remplaçante mais cette dernière s'impose tout de même 1-0. Les Croates finissent donc avec un bilan de 3 victoires, aucune défaite, 4 buts inscrits et 1 encaissé.
Qualifiée pour les 1/4 de finale, la Croatie jouera contre la Turquie (cette dernière ayant fini deuxième du groupe A). Après un nul blanc à l'issue des 90 minutes, les Croates parviennent à ouvrir la marque en fin de prolongation grâce à Ivan Klasnić, mais la Turquie égalise miraculeusement dans la minute qui suit. Lors de la séance de tirs au but, trois joueurs croates échouent dans leur tentative permettant ainsi à la Turquie de l'emporter 1-3 et de se qualifier pour la demi-finale, contre l'Allemagne.

### Quart de finale
| Date         | Équipe 1 | Équipe 2 | Résultat            | Buteurs                          |
| 20 juin 2008 | Croatie  | Turquie  | 1 - 1 (1 - 3 t.a.b) | Klasnić (119e) \| Şentürk (121e) |